# Chiesa di San Giovanni Decollato (Massa)
La chiesa di San Giovanni decollato è un edificio di culto cattolico situato in piazza Mercurio a Massa in Toscana.

## Storia
Alla sua erezione, promossa tra il 1639 e il 1641 dal primo abate di Massa Andrea Tacca, concorse munificamente Francesco, figlio di Carlo I Cybo. Conserva una Madonna tra Sant'Antonio e Sant'Alberto di Domenico Fiasella.